# Pink Sparkle (EP)
Pink Sparkle là đĩa mở rộng quảng bá của nghệ sĩ thu âm người Úc Kylie Minogue. Album đã được tặng miễn phí tại buổi ra mắt nước hoa cùng tên ở một vài cửa hàng tại London tháng 7 năm 2010. Album gồm một ca khúc từ album phòng thu thứ 11 của Minogue, Aphrodite, mặt B của đĩa đơn "All the Lovers" và ba ca khúc trực tiếp được thu tại thành phố New York và được phát hành trước album Kylie: Live in New York.

## Danh sách ca khúc
| STT | Nhan đề                                                             | Thời lượng |
| --- | ------------------------------------------------------------------- | ---------- |
| 1.  | "Can't Beat the Feeling"                                            | 4:10       |
| 2.  | "Go Hard or Go Home"                                                | 3:43       |
| 3.  | "Boombox" / "Can't Get You Out of My Head" (trực tiếp tại New York) | 5:03       |
| 4.  | "Speakerphone" (trực tiếp tại New York)                             | 4:46       |
| 5.  | "I Believe in You" (trực tiếp tại New York)                         | 3:03       |